# Loi Savary
Pour les articles homonymes, voir Loi Savary (homonymie).
Lire en ligne

sur le site Légifrance

La loi du 26 janvier 1984 sur l'enseignement supérieur, dite loi Savary (du nom du ministre Alain Savary), procède à une large réforme de l'enseignement supérieur et notamment des universités. Plusieurs dispositions sont toujours en vigueur aujourd’hui.

## Contenu
La loi procède à la refonte complète de la loi du 12 novembre 1968, dite loi Faure, mais en reprenant les grands principes, ainsi un ajustement de la loi Faure aurait suffi.
La loi crée la notion de « service public d'enseignement supérieur », notion qui doit contribuer à rapprocher les différents cursus (universités, grandes écoles, formations courtes) :

« Le service public de l'enseignement supérieur comprend l'ensemble des formations postsecondaires relevant des différents départements ministériels »

Elle fixe aussi les quatre missions de l'enseignement supérieur :
- formation initiale et continue
- recherche scientifique
- diffusion de la culture scientifique et de l'information scientifique et technique
- coopération internationale.

La loi confirme l'existence de trois cycles universitaires.
Sur le plan des institutions, la loi crée les établissements publics à caractère scientifique, culturel et professionnel, succédant aux établissements publics à caractère scientifique et culturel de la loi Faure. Ces établissements sont les universités auxquelles sont assimilés les instituts nationaux polytechniques, ou peuvent être des types nouvellement créés :
- les écoles et instituts extérieurs aux universités ;
- les écoles normales supérieures, les écoles françaises à l'étranger et les grands établissements.

Ce statut marque la volonté de la majorité de l’époque d’unifier le service public de l’enseignement supérieur, et ainsi de donner aux« écoles » les mêmes règles que les universités, mais dès le départ, le particularisme de celles-ci se trouvent renforcées. De plus dans les années qui suivent, de nouvelles dérogations apparaissent, par exemple avec les universités de technologie qui, selon la loi sur l'enseignement professionnel de 1985, échappent au droit commun des universités.
La contractualisation des EPSCP avec l’État est créé par cette loi.
Les universités regroupent diverses composantes qui sont :
- des instituts ou écoles créés par décret après avis du conseil national de l'enseignement supérieur et de la recherche ;
- des unités de formation et de recherche créées par arrêté du ministre chargé de l'éducation nationale (succédant aux unités d'enseignement et de recherche de la loi Faure, elles-mêmes succédant aux facultés) ;
- des départements, laboratoires et centres de recherche créés par délibération du conseil d'administration[loi 3].

Le nouveau statut d’« école interne », ainsi que la loi du 23 décembre 1985 de programme sur l'enseignement technologique et professionnel, va favoriser la création de plusieurs écoles d’ingénieurs.
Au sein des universités où existaient le conseil d’administration et le conseil scientifique est créé en plus le conseil des études et de la vie universitaire et conseil scientifique. Cette disposition est destinée à renforcer la démocratie au sein des établissements.
La loi Savary confirme l'existence d'une conférence des chefs d'établissements publics à caractère scientifique, culturel et professionnel, plus connue sous le nom de conférence des présidents d'université.
Elle crée aussi un Comité national d'évaluation des établissements publics à caractère scientifique, culturel et professionnel chargé d'évaluer les EPCSCP.

## Modifications ultérieures
Dès 1986, le Gouvernement Jacques Chirac (2) souhaite revenir sur la loi Savary avec le projet de loi Devaquet, le texte est finalement retiré.
La loi Savary est codifiée en 2000 dans le Code de l'éducation. Les dispositions qu'elle avait introduites subsistent pour une bonne part mais ont été modifiées par la suite par :
- la loi de programme pour la recherche de 2006 (création de l'Agence d'évaluation de la recherche et de l'enseignement supérieur) ;
- la loi relative aux libertés et responsabilités des universités de 2007 (gouvernance des universités) ;
- la loi relative à l'enseignement supérieur et à la recherche de 2013 (gouvernance des universités, création du Haut Conseil de l'évaluation de la recherche et de l'enseignement supérieur) ;
- la loi relative à l'orientation et à la réussite des étudiants de 2018 (admission en premier cycle universitaire).

## Grèves et contestations
La loi Savary supprimant la sélection à l'entrée de l'université a déclenché des contestations (émeutes et grèves) organisées par l'extrême droite dans les universités les plus élitistes ou à droite : la presse parle alors d'un « Mai 68 à l'envers » auquel participe le GUD et les syndicats étudiants de droite ainsi qu'une coordination nationale des étudiants contre la réforme Savary.

### Texte de la loi
1. ↑  Article 1er de la loi du 26 janvier 1984 sur l'enseignement supérieur
2. 1 2  Article 20 de la loi du 26 janvier 1984 sur l'enseignement supérieur
3. ↑  Article 25 de la loi du 26 janvier 1984 sur l'enseignement supérieur
4. ↑  Articles 28 à 31 de la loi du 26 janvier 1984 sur l'enseignement supérieur
5. ↑  Article 65 de la loi du 26 janvier 1984 sur l'enseignement supérieur

### Autres références
1. 1 2  Paul Masson, Rapport fait au nom de la commission d'enquête sénatoriale chargée de recueillir des éléments d’information sur la préparation, l’organisation, le déroulement et la présentation des événements de novembre et décembre 1986, 12 juin 1987 (lire en ligne), p. 50 Chapitre II, I- 2) … à la loi Savary
2. ↑  Article 4 de la loi du 12 novembre 1968 d'orientation de l'enseignement supérieur
3. ↑  Articles 11 à 14 de la loi du 12 novembre 1968 d'orientation de l'enseignement supérieur